# Misery-Courtion
Pour les articles homonymes, voir Misery.
Misery-Courtion est une commune suisse du canton de Fribourg, située dans le district du Lac.

## Histoire
Misery-Courtion comprend les localités suivantes à la suite de la fusion de 1997 :
| Localité    |
| ----------- |
| Cormérod    |
| Cournillens |
| Courtion    |
| Misery      |

## Géographie
Misery-Courtion mesure 1 141 ha. 7,2 % de cette superficie correspond à des surfaces d'habitat ou d'infrastructure, 75,2 % à des surfaces agricoles, 17,3 % à des surfaces boisées et 0,3 % à des surfaces improductives.
Misery-Courtion est limitrophe de Belfaux, Belmont-Broye, Courtepin, Grolley-Ponthaux , La Sonnaz ainsi qu'Avenches dans le canton de Vaud.

## Population

### Gentilé
En 2022, la commune adopte Oxalien comme gentilé officiel, du grec oxalis, le trèfle, qui figure sur les armoiries de la commune,.

### Démographie
Misery-Courtion compte 2 364 habitants en 2023. Sa densité de population atteint 207 hab./km2.
Le graphique suivant résume l'évolution de la population de Misery-Courtion entre 1850 et 2008 :

## Jumelage
- Voiteur (France)